# أحمد الساعي
أحمد الساعي حكم كرة قدم بحريني دولي سابق. وقد حكم في كأس الخليج 1984، وقد أدار مباراة منتخب الإمارات لكرة القدم ومنتخب الكويت لكرة القدم في 10 مارس 1984.